# Anthurium obpyriforme
Anthurium obpyriforme là một loài thực vật có hoa trong họ Ráy (Araceae). Loài này được Leimbeck mô tả khoa học đầu tiên năm 2002.